# Sergio Di Stefano
Sergio Di Stefano (Roma, 5 luglio 1939 – Roma, 17 settembre 2010) è stato un attore, doppiatore e direttore del doppiaggio italiano.

## Biografia
Dopo aver conseguito il diploma all'Accademia nazionale d'arte drammatica di Roma, Di Stefano lavora come attore teatrale e televisivo. Tra le interpretazioni teatrali, recita fra il 1963 e il 1964 nella rappresentazione di Franco Enriquez della Vita di Edoardo Secondo d'Inghilterra di Bertolt Brecht, con la Compagnia dei Quattro. In televisione recita nello sceneggiato Rai E le stelle stanno a guardare del 1971, nel ruolo di Jack Reedy. Successivamente inizia la carriera nel mondo del doppiaggio, prestando la voce a molti attori di fama internazionale.
È stato attivo nel campo del doppiaggio lavorando presso la Società Attori Sincronizzatori e successivamente per la C.D.C. (in seguito nota come SEFIT-CDC). Era noto per aver prestato voce a Jeff Bridges, John Malkovich e Christopher Lambert in molti dei loro film, oltre a vari personaggi della seconda serie di Alfred Hitchcock presenta.
Nel 2004 è stato scelto per doppiare Hugh Laurie nella serie televisiva Dr. House - Medical Division, nel ruolo del cinico protagonista Gregory House (in seguito alla sua morte viene sostituito da Luca Biagini). 
Ha inoltre doppiato Jonathan Frakes nei panni del comandante William Riker nella serie Star Trek: The Next Generation e nei film ad essa collegati.  
Nei cartoni animati ha doppiato Johnny Bravo nell'omonima serie e Papà in Mucca e Pollo. 
È morto a Roma il 17 settembre 2010, all'età di 71 anni, a causa di un infarto.

## Filmografia parziale
- La maschera e la grazia, regia di Anton Giulio Majano – film TV (1963)
- E le stelle stanno a guardare, regia di Anton Giulio Majano – miniserie TV (1971)
- La ragazza con le efelidi, regia di Sergio Genni – film TV (1972)
- Maman Colibri, regia di Anton Giulio Majano – film TV (1973)
- Non ho tempo, regia di Ansano Giannarelli (1973)

## Teatro
- Atene Anno Zero di Francesco Della Corte, regia di Gianfranco de Bosio (1962-1963, 1970-1971)[3]
- Vita di Edoardo II d'Inghilterra di Bertolt Brecht, regia di Franco Enriquez (1963-1964)
- Bionda fragola, regia di Mino Bellei (1979, 1992)[4]
- Sogno di una notte di mezza estate di William Shakespeare. Teatro dell'Opera di Roma (1987-1988)[5]

## Prosa radiofonica Rai
- Wagner Tung in Domino (sceneggiato, Rai Radio 2, 1998)
- Sherlock Holmes: Uno studio in rosso (sceneggiato, 1999)
- Luigi XIII ne I tre moschettieri di Alessandro Dumas padre, regia di Marco Parodi, sceneggiato in 30 puntate, Rai Radio 2, trasmesso dal 2 febbraio al 27 febbraio 2004

## Doppiaggio

### Cinema
- Jeff Bridges ne Il gigante della strada, Starman, Doppio taglio, Ci penseremo domani, La leggenda del re pescatore, L'amore ha due facce, Il grande Lebowski, La dea del successo, The Contender, Seabiscuit - Un mito senza tempo, Stick it - Sfida e conquista, Pet Therapy - Un cane per amico, Crazy Heart
- John Malkovich in Cercasi l'uomo giusto, Nel centro del mirino, Cuore di tenebra, Scomodi omicidi, Mary Reilly, L'orco - The Ogre, La maschera di ferro, Giovanna d'Arco, L'ombra del vampiro, Il gioco di Ripley, Il giocatore - Rounders, Il ladro di orchidee, Johnny English, Colour Me Kubrick
- Christopher Lambert in Subway, Highlander - L'ultimo immortale, Highlander II - Il ritorno, Highlander: Endgame, Un prete da uccidere, Scacco mortale, 2013 - La fortezza, Arlette, La fortezza: segregati nello spazio, Gunmen - Banditi, Gli scorpioni, Mortal Kombat, Adrenalina, Beowulf, Resurrection, Gideon
- Keith Carradine in Quattro tocchi di campana, L'inchiesta, Andre - Un amico con le pinne, Una vita per la libertà, Bobby Z - Il signore della droga
- Kevin Costner ne Il vincitore, The Untouchables - Gli intoccabili, Bull Durham - Un gioco a tre mani, L'uomo dei sogni, Thirteen Days, Il segno della libellula - Dragonfly, Mr. Brooks
- Robert Englund in Nightmare 4 - Il non risveglio, Nightmare 6 - La fine, Nightmare - Nuovo incubo, Freddy's Nightmares, The Mangler - La macchina infernale
- Willem Dafoe in The Boondock Saints - Giustizia finale, American Psycho, Animal Factory, Auto Focus, The Boondock Saints 2 - Il giorno di Ognissanti
- William Hurt in Dark City, A.I. - Intelligenza artificiale, Ipotesi di reato, Tuck Everlasting - Vivere per sempre, The Village, Syriana, The Good Shepherd - L'ombra del potere
- Alan Rickman in Ragione e sentimento, Dogma, Guida galattica per autostoppisti, Profumo - Storia di un assassino, Nobel Son - Un colpo da Nobel, Alice in Wonderland
- Christopher Reeve ne I bostoniani, Street Smart - Per le strade di New York, Superman IV, Quel che resta del giorno
- Christopher McDonald in Quiz Show, La tempesta perfetta, Broken Flowers, Fanboys
- Alec Baldwin in Un giorno da ricordare, L'urlo dell'odio, I Tenenbaum, Pearl Harbor, Last Shot, La custode di mia sorella
- Jonathan Frakes in Star Trek: Generazioni, Star Trek: Primo contatto, Star Trek - L'insurrezione, Star Trek - La nemesi
- Daniel Auteuil ne L'amore che non muore, La ragazza sul ponte, L'apparenza inganna, Vajont
- Sam Neill ne L'uomo che sussurrava ai cavalli, Caccia a Ottobre Rosso, L'uomo bicentenario
- Christopher Walken in 007 - Bersaglio mobile, Il tesoro dell'Amazzonia
- Harvey Keitel in Buffalo Bill e gli indiani, Saturn 3
- Michael Madsen ne Il migliore, Trappola per il presidente
- Richard Jenkins in Seduzione pericolosa, 110 e frode
- Ian McKellen in Lo straniero che venne dal mare, Follia
- Marshall Bell in La grande promessa, I gemelli
- Bill Pullman in The Guilty - Il colpevole, Alien Autopsy
- Miguel Ferrer in RoboCop, Royce
- Rutger Hauer ne I maledetti di Broadway, Confessioni di una mente pericolosa, Minotaur
- Klaus Maria Brandauer in La mia Africa, La casa Russia, Mai dire mai, Bruciante segreto
- Jeff Goldblum in Silverado, Massima copertura, Fashion Crimes, Premonizioni, Shooting Elizabeth, Come cani e gatti, Stories of Lost Souls
- Bruce Greenwood in Per una sola estate, The Core, Truman Capote - A sangue freddo
- Paul Freeman in Il messaggero della morte, Piccolo grande amore, Squillo
- Ray Baker in Rain Man - L'uomo della pioggia, Un fantasma per amico, Atto di forza, Vacanze a modo nostro
- Charles Dance in Plenty, Il fantasma dell'Opera, Space Truckers, Don Bosco
- Michael Keaton in Gung Ho, Soluzione estrema, Out of Sight
- Iain Glen in Resident Evil: Apocalypse, Resident Evil: Extinction
- George Segal in Senti chi parla, Senti chi parla adesso!
- Ben Cross ne Il primo cavaliere, Star Trek
- Ben Kingsley in Bugsy, La dodicesima notte
- James Remar ne I cavalieri dalle lunghe ombre, Mortal Kombat - Distruzione totale
- James Woods in Gli intrighi del potere - Nixon, John Q
- Samuel L. Jackson in Aule turbolente, Black Snake Moan
- Robert Wagner in Pazzi in Alabama, Austin Powers in Goldmember
- Xander Berkeley in Barb Wire, Air Force One
- Shane Brolly in Underworld, Underworld: Evolution
- Stephen Rea in Intervista col vampiro, Fine di una storia
- Liev Schreiber in Agenzia salvagente, Phantoms
- Tom Wilkinson ne Le seduttrici, L'uomo nell'ombra
- Dean Jones in Scimmie, tornatevene a casa, Sotto il segno del pericolo
- Scott Glenn in Il fiume dell'ira, W.
- Kevin Kilner in Un pezzo da 20, A Cinderella Story
- Ed Harris in Il terzo miracolo, Io e Beethoven
- Anthony Higgins in La sposa promessa, Amore con interessi
- Joe Mantegna in 9 vite da donna, Edmond
- Will Patton in Un grido nel buio, The Punisher
- John Heard in Uccidete la colomba bianca, Edison City
- Derek de Lint in Deep Impact, Chiamata da uno sconosciuto
- Curt Hanson in I Goonies
- Anthony Hopkins in The Good Father - Amore e rabbia
- Paul Geoffrey in Greystoke - La leggenda di Tarzan, il signore delle scimmie
- John Bennett Perry in George re della giungla...?
- Daniel Day-Lewis in Il Bounty
- Sean Pertwee in Equilibrium
- David Bowie in Bandslam - High School Band
- David Marshall Grant in Il diavolo veste Prada
- Elya Baskin in Il nome della rosa
- Helmut Berger in  Mia moglie è una strega
- Hugh Laurie in La notte non aspetta
- J. T. Walsh in Fuoco assassino
- Jason Isaacs ne Il patriota
- Jim Belushi in Underdog - Storia di un vero supereroe
- James Caan in Blood Crime - L'aggressione
- John Castle in RoboCop 3
- John Slattery in Sleepers
- Kurt Russell in Poseidon
- Ian Buchanan in Panic Room
- William Fichtner in Lo scroccone e il ladro
- Jonathan Hyde in Anaconda
- Marshall R. Teague in The Cutter - Il trafficante di diamanti
- Michael McKean in Basta che funzioni
- Nikita Mikhalkov in 12
- Olek Krupa in Mamma, ho preso il morbillo
- Paul Shenar in Scarface
- Perry King in The Day After Tomorrow - L'alba del giorno dopo
- Richard Bohringer ne Il cuoco, il ladro, sua moglie e l'amante
- Richard Lineback in The Ring
- Steven Seagal in Today You Die
- David Hedison in 007 - Vendetta privata
- Gregory Hines in Uno sguardo dal cielo
- Elliott Gould in Il distintivo di vetro
- Christopher Lawford in Una moglie ideale
- Alan Bates in Gosford Park
- Andreas Wisniewski in 007 - Zona pericolo
- James Naughton in First Kid - Una peste alla Casa Bianca
- Craig Wasson in Nightmare 3 - I guerrieri del sogno
- Bob Larkin in Venerdì 13 parte VI - Jason vive
- Terry Kiser in Venerdì 13 parte VII - Il sangue scorre di nuovo
- Peter Mark Richman in Venerdì 13 parte VIII - Incubo a Manhattan
- Richard Roundtree in Triade chiama Canale 6
- Terry Kinney in Nessuna pietà
- William Atherton in Oscar - Un fidanzato per due figlie
- Scott Bryce in Qualcosa di personale
- Tim Roth in Un bellissimo paese
- Tom Selleck in In & Out
- Tony Amendola in The Legend of Zorro
- Victor Garber in Milk
- Ian Charleson in Opera
- James Handy in Aracnofobia
- Mark Harmon in Quel pazzo venerdì
- Todd Susman in Il giurato
- James Fox in Giochi di potere
- Yorgo Voyagis in Frantic
- Jean-Marc Barr in Marciando nel buio
- Thommy Berggren in La sposa americana
- Andrea Occhipinti in La famiglia
- Richard Conte in Il padrino (ridoppiaggio)
- Richard Venture in Missing - Scomparso (ridoppiaggio)

### Televisione
- Richard Dean Anderson in Stargate SG-1, Stargate Atlantis, Stargate Universe
- Jonathan Frakes in Star Trek - The Next Generation , Star Trek - Enterprise
- Hugh Laurie in Dr. House - Medical Division (st. 1-6)
- Ben Kingsley in I Soprano
- Christopher Lambert in Dalida
- Michael Ironside in Alfred Hitchcock presenta
- Skipp Sudduth in Camelot - Squadra Emergenza
- Michael Gross in Casa Keaton
- Fred Dryer in Hunter
- George Hamilton in Monte Carlo
- Anthony Higgins in Segreti
- Tom Rack in La corsa alla bomba
- Edward James Olmos in Mamma Lucia
- Brett Halsey in Il principe del deserto
- Sherman Howard in L'ombra dello scorpione
- Thomas Kretschmann in Ester
- Jeroen Krabbé in Jesus
- Richard E. Grant in La Primula Rossa
- John Malkovich in Napoléon
- Nigel Marven in Prehistoric Park
- Bruce Campbell in Burn Notice - Duro a morire (st. 1-3)
- Tom Selleck, Alec Baldwin e Jeff Goldblum in Friends
- Nick Tate in Spazio 1999
- Peter Kremer in Siska
- Louis Jourdan in L'uomo dalla maschera di ferro
- Alan Rickman in Fallen Angels
- Robert Curtis Brown in High School Musical 2
- Sean Arnold in Casa Saddam
- Philippe Caroit in Il grande fuoco
- Powers Boothe in Attila, l'unno
- Robert Lombard in L'ala o la coscia?
- Peter Zimmermann in Julia - La strada per la felicità
- Roberto Moll in Marilena
- Paulo Figueiredo in Marron Glacé
- Carlos Mena in Manuela
- José Mayer in Giungla di cemento
- Michael Mendl in Papa Giovanni - Ioannes XXIII
- Art Hindle in Saint Sinner
- R.H. Thomson in Miracolo a tutto campo
- Aidan Quinn in L'ultimo pellerossa
- Joe Lando in La vendetta ha i suoi segreti
- Hans Werner Meyer in Final Days - La libertà oltre il muro
- Jacques Perrin in Frank Riva

### Film e serie d'animazione
- Dottor Scarafaggio in Mostri contro alieni, Mostri contro alieni - Zucche mutanti venute dallo spazio
- Hayato Jin in Getter Robot - The Last Day e Shin Getter Robot contro Neo Getter Robot
- Re Goobot in Jimmy Neutron - Ragazzo prodigio
- Barkis Bittern in La sposa cadavere
- Johnny Bravo in Johnny Bravo
- Papà in Mucca e Pollo e Io sono Donato Fidato
- Tom Baltezor in Otto notti di follie
- Hana in Tokyo Godfathers
- Barone Maximilian in Ultimate Muscle
- Dr. Zero in Capitan Harlock
- Yasuo Iwakura in Serial Experiments Lain
- Captain in Cowboy Bebop - Il film
- Gutsy in Valiant - Piccioni da combattimento
- Giustino in Brisby e il segreto di NIMH
- Snip L'alce in Magic Sport 2 - il film
- Dio (1^ voce) in South Park
- Barney Rubble (2^ voce) in Gli antenati
- Nigel Sfornapanmacellaio (ep. 21x20) e Plácido Domingo (ep. 19x2) ne I Simpson[6]
- Shaggy Rogers in Scooby-Doo & Scrappy-Doo
- Frank Sinatra Jr., Dottor House in I Griffin
- Vincent Van Ghoul in I 13 fantasmi di Scooby Doo
- Constant Builder in Inazuma Eleven
- Plo Koon in Star Wars: The Clone Wars
- Rictus in Zombie Hotel
- Re Caradoc in Jane e il Drago
- Montego in Mostri e pirati
- Childman in Lo stregone Orphen
- Saga di Gemini in I Cavalieri dello zodiaco: La leggenda dei guerrieri scarlatti
- Hirose in Mao Dante
- Phineas Mogg in Teenage Robot
- Folken Fanel in I cieli di Escaflowne
- Capitan Harlock in Harlock Saga - L'anello dei Nibelunghi
- Prefetto e Fantasma in Le 12 fatiche di Asterix

### Videogiochi
- Absolem, il Brucaliffo in Alice in Wonderland